# Croûte continentale
Pour un article plus général, voir Structure interne de la Terre.
La croûte continentale constitue l'armature des continents et des zones de fond marin peu profond près de leurs côtes, appelées plateaux continentaux, par opposition à la croûte océanique qui forme le fond des océans. Elle forme, avec le manteau lithosphérique sous-jacent, la lithosphère continentale.
Son existence a fourni de vastes étendues d'eau peu profonde, connues sous le nom de mers épiriques et de plateaux continentaux, où la vie métazoaire complexe a pu s'établir au début du Paléozoïque, dans ce qu'on appelle aujourd'hui l'explosion cambrienne. Son existence a ensuite permis à la vie terrestre d'évoluer à partir de la vie marine.

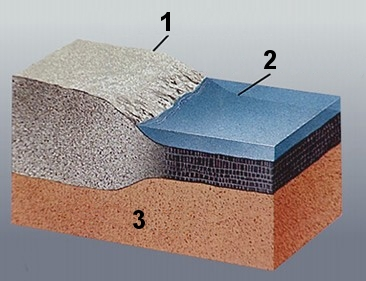
Schéma simplifié de la croûte terrestre. 1 : croûte continentale ; 2 : croûte océanique ; 3 : manteau supérieur.

## Surface couverte
Alors que les terres réellement émergées comprennent un peu moins de 30 % de la surface du globe, la croûte continentale se prolonge dans les océans au niveau des plateaux continentaux qui occupent 7,6 % de la surface totale des océans) et couvre aujourd'hui 45 % de la surface terrestre. Le reste de la surface terrestre (55 %) est couverte par la croûte océanique.
La croûte continentale se présente sous forme de blocs, les continents, séparés par des fonds océaniques que recouvrent les océans. La plus grande partie des continents est constituée de terres émergées, souvent bordées d'un plateau continental qui est recouvert par une mer épicontinentale. Zealandia représente une exception notable de « continent englouti », dont 94% de la croûte continentale est submergée sous l'océan Pacifique.

## Structure et composition

### Structure verticale

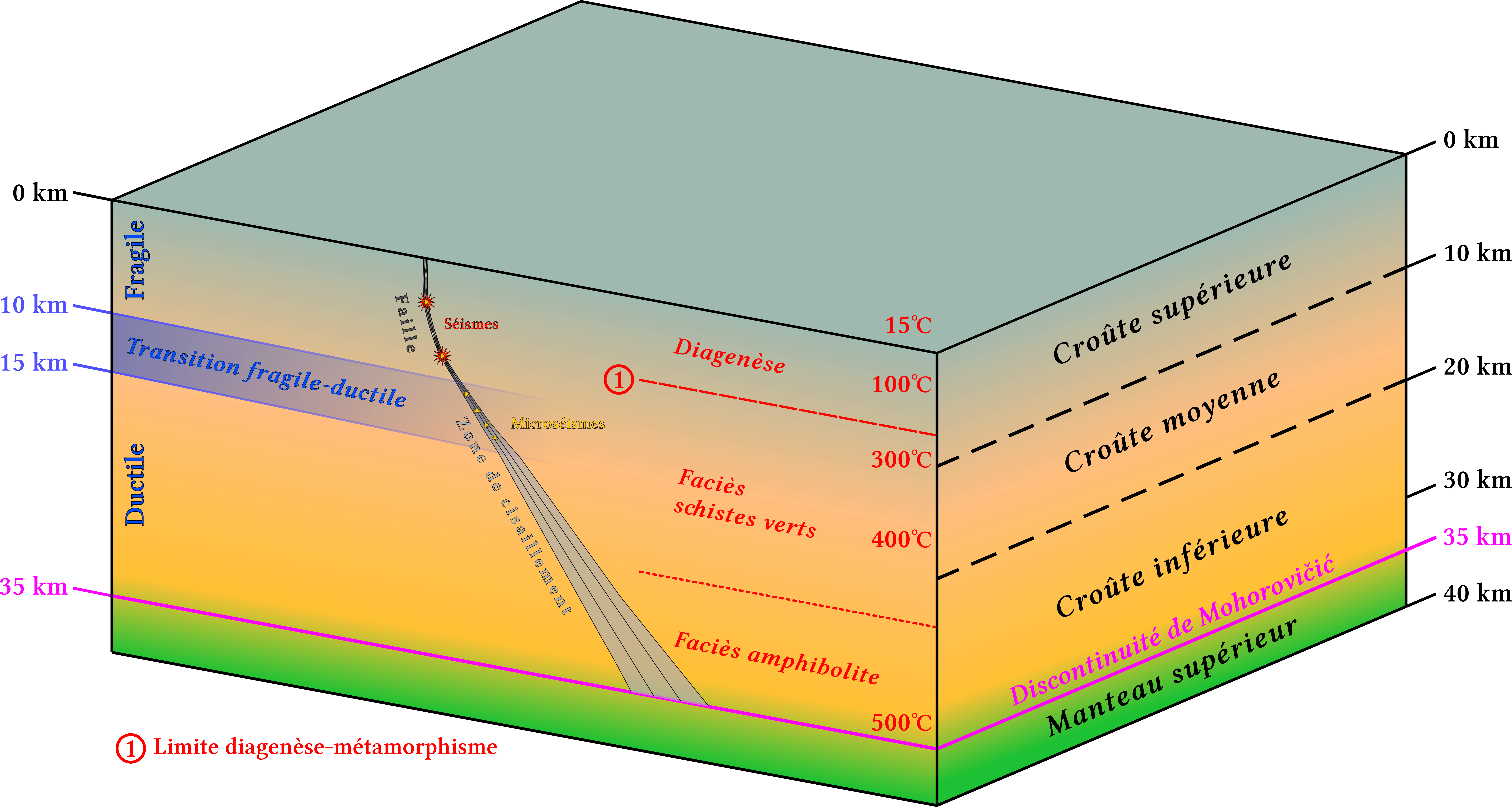
La température et la pression augmentent avec la profondeur, induisant des changements de régime dans le comportement mécanique (fragile / ductile) et minéralogique (diagenèse / métamorphisme).

Les changements dans les vitesses des ondes sismiques ont montré qu'à une certaine profondeur (la discontinuité de Conrad), il y a un contraste raisonnablement net entre une croûte continentale supérieure et une croûte continentale inférieure. Dans les discontinuités géologiques, la discontinuité de Conrad est qualifiée de "deuxième ordre", car elle ne constitue pas toujours une limite claire entre la croûte supérieure et inférieure.
Par rapport aux déformations géologiques, la zone supérieure est plus fragile, et la zone sous-jacente plus ductile. Dans la zone ductile, la croûte terrestre peut se déformer plastiquement, c'est-à-dire sans se rompre et de façon permanente. À une profondeur d'environ 10 à 20 km, la pression et la température sont en effet si élevées que les principaux composants minéraux de la croûte, du quartz et du feldspath ne réagissent plus en cassant lorsqu'ils sont soumis à des contraintes tectoniques, mais réagissent de manière ductiles, par glissement aux limites des cristaux ou en recristallisant. La profondeur de cette zone de transition dépend du flux de chaleur et de la teneur en fluide de la croûte terrestre. Dans les régions magmatiquement actives avec un flux de chaleur accru et une concentration de fluide plus élevée, la zone ductile commence à une profondeur plus faible, ce qui rend la croûte terrestre plus facilement déformable.
Dans sa partie inférieure, la croûte continentale s'étend jusqu'à la discontinuité de Mohorovicic (Moho). En dessous se trouve le manteau « lithosphérique », c'est-à-dire rigide, qui s'étend jusqu'à une profondeur d'environ 80 à 120 km, et avec la croûte terrestre (océanique ou continentale) forme les plaques tectoniques. Cette lithosphère inférieure formé par le manteau solide est globalement solidaire de la croûte, mais peut également avoir des mouvements propres, par délaminage ou déplacement.

### Déformations tectoniques

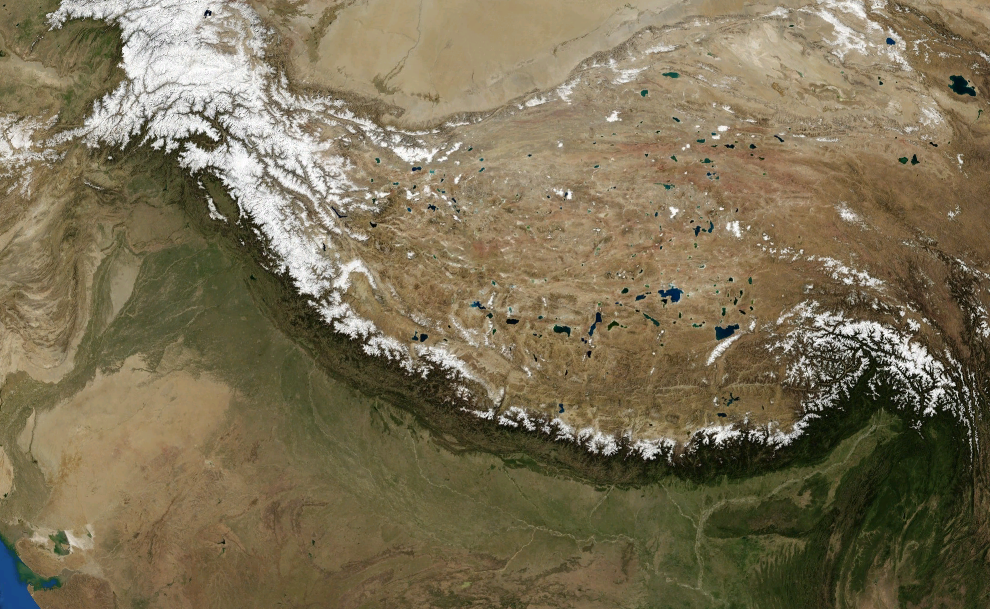
Collision continentale : le sous-continent indien a percuté la plaque eurasiatique, conduisant au soulèvement de l'Himalaya et du plateau tibétain.

Sous la lithosphère, un faible degré de fusion permet à l'asthénosphère (manteau) de se déformer plastiquement, autorisant ainsi le déplacement les plaques lithosphériques.
De ce fait, la taille, la forme et le nombre des continents changent constamment à l'échelle des temps géologiques. Différents secteurs se séparent, se heurtent et se recollent dans le cadre d'un grand cycle de supercontinent.
La collision de ces blocs continentaux forme des chaînes de montagnes. La croûte continentale est en effet rarement subduite (cela peut se produire là où les blocs de la croûte continentale entrent en collision et se renversent, provoquant une fonte profonde sous les ceintures de montagne comme l'Himalaya ou les Alpes).
Pour cette raison, les roches les plus anciennes de la Terre se trouvent dans les cratons ou les noyaux des continents, plutôt que dans la croûte océanique recyclée à plusieurs reprises; le plus ancien fragment de la croûte intacte est l'Acasta Gneiss à 4,01 Ga, tandis que la plus ancienne croûte océanique (située sur la plaque nord-américaine au large de la côte Est des États-Unis) date du Trias (~220 Ma). La croûte continentale et les couches rocheuses qui s'y trouvent sont donc les meilleures archives de l'histoire de la Terre.

### Composition

Composition massique (estimée) de la croûte continentale.

La croûte terrestre n'est pas chimiquement homogène. D'une structuration complexe et mal définie, la croûte continentale est essentiellement constituée de roches magmatiques acides (granitoïdes) et de roches métamorphiques. Sa partie supérieure est constituée d'une couche hétérogène de sédiments et de roches sédimentaires, d'extension et d'épaisseur variables (de quelques mètres à quelques kilomètres).
La croûte inférieure est de composition inconnue. Il existe différents modèles de composition de la croûte inférieure, qui supposent une composition globale intermédiaire ou mafique pour la croûte globale. Comme la croûte supérieure est rocheuse, ces modèles nécessitent donc une croûte inférieure plus mafique, la croûte supérieure ne serait donc que le résultat d'un magmatisme postorogénique (voir granit de type S).
Dans ces modélisations, la croûte continentale supérieure serait plus feldspathique  (plus riche en silice notamment), et la croûte continentale inférieure de nature plus mafique.
La croûte est principalement composée de silicates, et en grande proportion de silicates d'alumine, d'où sa désignation traditionnelle de sial. Elle contient par ailleurs de nombreux composants dits lithophiles, c'est-à-dire se rencontrant dans la croûte terrestre du fait de leur affinité pour l'oxygène.

## Équilibre isostasique

### Masse volumique

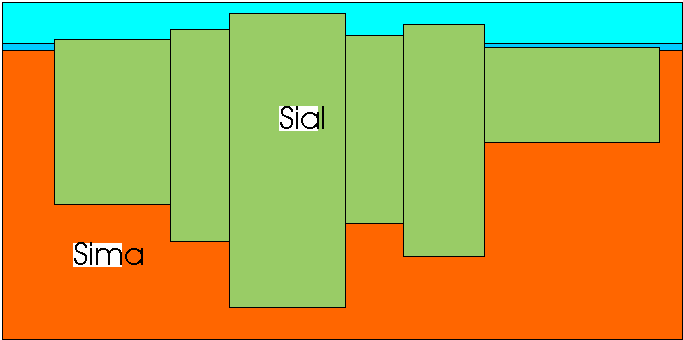
Isostasie (principe).

La couche continentale était autrefois appelée sial parce qu'elle est riche en silicates (Si) d'aluminium (Al), ce qui la rend moins dense que la croûte océanique plus riche en silicates (Si) de magnésium (Ma), alors appelée sima. La masse volumique moyenne de la croûte continentale est d'environ 2,83 g/cm3, inférieure à celle de la péridotite (qui compose le manteau asthénosphérique), environ 3,25 g/cm3. De ce fait, la croûte continentale flotte sur le manteau et ne peut pas s'y enfoncer. La croûte océanique (dont la masse volumique est d'environ 2,9 g/cm3) pourra s'enfoncer dans l'asthénosphère sous-jacente (environ 3,3 g/cm3), dans les zones de subduction.

### Épaisseur

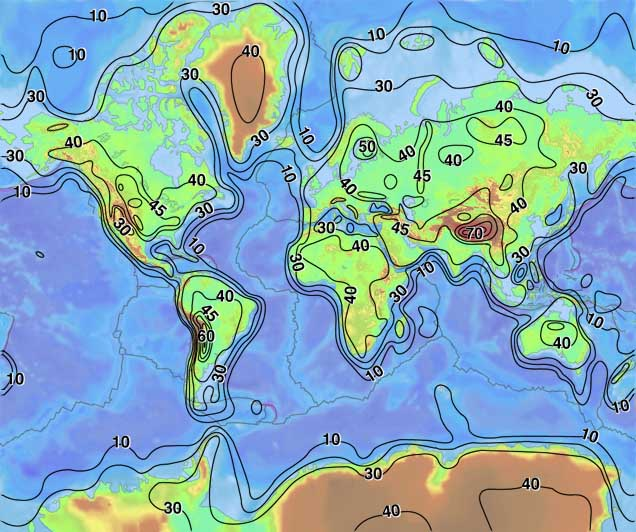
Épaisseur de la croûte terrestre en km.

La croûte continentale présente une épaisseur moyenne de 35 km dans les cratons. Cette épaisseur peut être réduite à quelques kilomètres dans les zones de rift et dépasser les 70 km sous les chaînes de montagnes (racine orogénique crustale).
La croûte continentale la plus mince se trouve dans les zones de rift, où la croûte est amincie par des failles de détachement et éventuellement sectionnée au point d'exhumer le manteau lithosphérique. Les bords des fragments continentaux ainsi formés (des deux côtés de l'océan Atlantique, par exemple) sont appelés marges passives.
La hauteur des chaînes de montagnes est généralement liée à l'épaisseur de la croûte. Cela résulte de l'isostasie associée à l'orogenèse (formation des montagnes). La croûte est épaissie par les forces de compression liées à la subduction ou à la collision continentale. La flottabilité de la croûte la force vers le haut, l'énergie[Laquelle ?] apportée par les forces de collision étant dissipée par le soulèvement des matériaux finalement réduits par l'érosion. La sur-épaisseur montagneuse est compensée sous la chaîne de montagnes par une « quille » ou racine de montagne. La hausse de la température et de la pression dans la croûte surépaissie, souvent combinées à la déformation des roches, provoquent la métamorphose d'une grande partie de la croûte continentale inférieure.

### Équilibre d'érosion

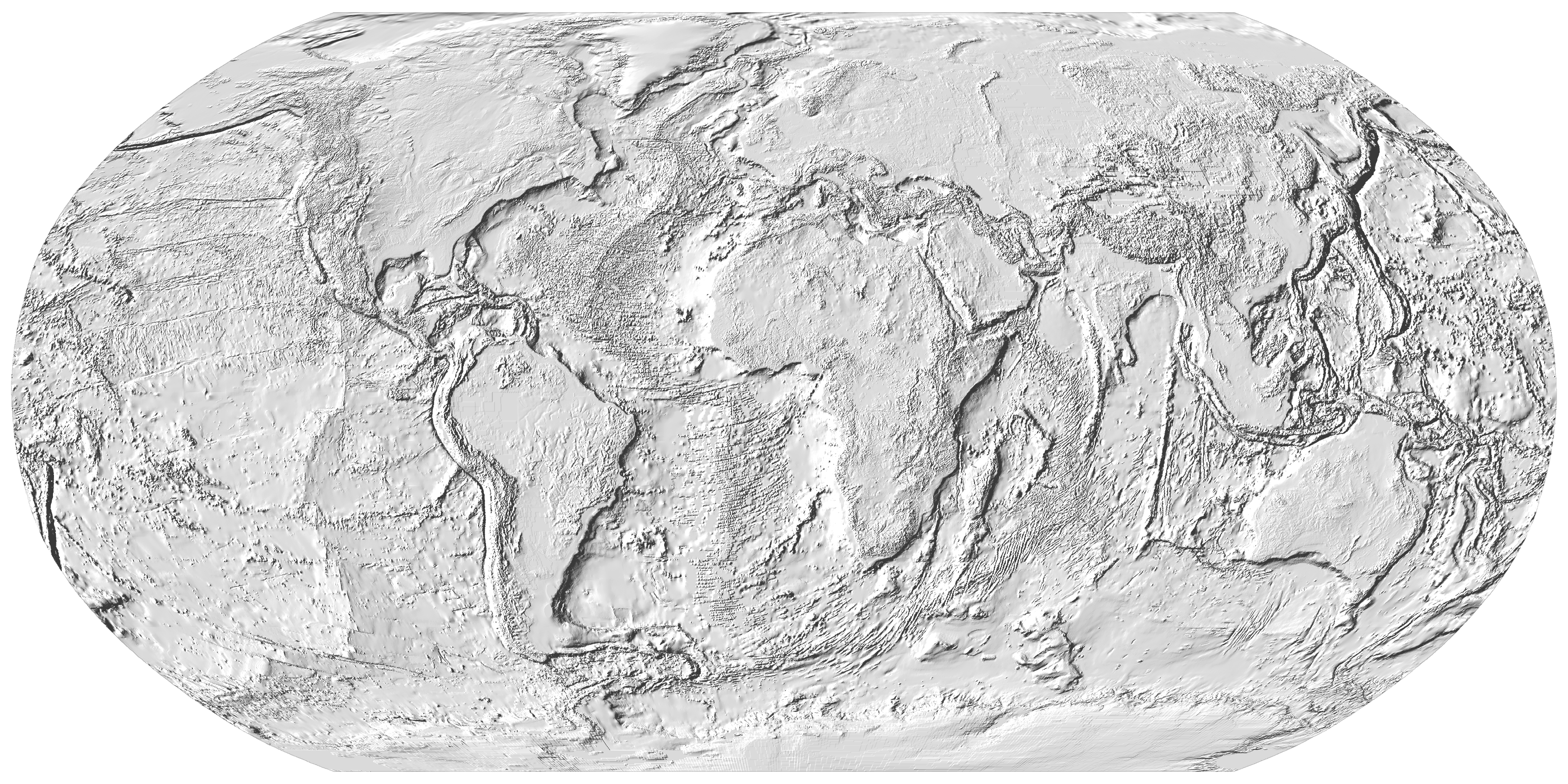
La croûte continentale tend à être au niveau de la mer, émergée ou faiblement immergée.

Si les forces de compression tendent à élever les montagnes, celles-ci sont ensuite abrasées par l'érosion, d'autant plus rapidement que les reliefs sont marqués. L'érosion se poursuit jusqu'à ce que les forces d'érosion cessent d'être efficaces, c'est-à-dire quand le bouclier continental a été arasé pratiquement au niveau de la mer.
Inversement, les mers peu profondes reçoivent les matériaux de cette érosion, et les accumulent par sédimentation. La sédimentation augmente le poids que supporte la croûte continentale et tend à l'enfoncer, conduisant à la création de bassin sédimentaire. Ce processus peut se poursuivre, accumulant parfois des kilomètres de sédiments, jusqu'à ce que le niveau du fond atteigne à peu près le niveau de la mer.
Ces deux processus combinés font que le niveau moyen des continents reste sensiblement au même niveau que le niveau de la mer, à l'échelle de temps géologique. La répartition actuelle des altitudes est un peu au-dessus de ce niveau de la mer, parce que les calottes polaires mobilisent une partie du volume des océans.

## Origine de la croûte continentale

### Formation

Distillation du basalte océanique dans une zone de subduction.

La croûte continentale est principalement  produite (et parfois détruite) par les processus tectoniques des plaques, en particulier aux limites des plaques convergentes. Toute la croûte continentale provient en dernière ressort de résidus de la fonte du manteau terrestre, principalement du basalte. Les éléments de la croûte résultent de la différenciation fractionnée du basalte fondu, et en partie du recyclage de la croûte continentale préexistante. Ces magmas felsiques (andésitique, rhyolitique) sont moins denses que le magma basaltique et on donc tendance a "flotter" et s'accumuler en surface.
De manière imagée, de même que la graisse du bouillon s'échappe de la viande et flotte en surface d'un pot-au-feu, puis se fige, la croûte continentale est l'écume de cuisson accumulée du basalte, qui flotte sur une mer de lave après s'être figée.
Les contributions relatives de ces deux processus dans la création de la croûte continentale sont débattues, mais la différenciation fractionnaire est censée jouer le rôle dominant. Ces processus se produisent principalement au niveau des arcs magmatiques associés à la subduction : arc insulaire et ceinture volcanique. De nouveaux matériaux sont ajoutés aux continents par la fusion partielle de la croûte océanique dans les zones de subduction, provoquant la montée des matériaux plus légers sous forme de magma, formant des volcans.
Le matériau peut s'accumuler horizontalement lorsque des arcs insulaires volcaniques, des monts sous-marins ou des structures similaires entrent en collision avec le côté du continent en raison des mouvements tectoniques des plaques. L'arc volcanique n'est en effet pas de composition basaltique mais andésitique, donc trop léger pour couler

### Rythme de formation

Affleurements de cratons archéens.

Dans l'histoire de la Terre, les premiers éléments de croûte continentale apparaissent après −3,5 Ga. L'essentiel de la croûte continentale a été formée à la fin de l'Archéen.
On estime que 80% de la croûte continentale s'est formée entre −3,2 et −2,5 Ga, dont 60% entre −3 et −2,5 Ga. Les 20% restants se sont formés au cours des derniers 2,5 Ga.
La formation de la croûte continentale est marquée par un changement de régime entre −3,2 et −2,5 Ga, passant d'intrusions formées de  granitoïdes sodiques à des granites potassiques,,.

### Croissance au début de l'histoire de la terre
La raison de l'extension de la croûte continentale au détriment de la croûte océanique au début de l'histoire de la terre résulte de son mode de croissance. Plusieurs hypothèses ont été formulées à ce sujet, sans qu'aucune ne soit définitivement confirmée. On peut cependant retenir le scénario suivant : 
— à l'Hadéen il y a environ 4,6 milliards d'années se crée une lithosphère probablement d’un seul tenant. Vers 4 milliards d’années, alors que la différenciation du manteau terrestre primaire a donné naissance aux premières « plaques », de taille probablement réduite, de nature komatiitique, le flux géothermique élevé a contribué à la mise en place de la tectonique des plaques
— puis, par accrétion de ceintures orogéniques, ces plaques croissent de façon centrifuge. La disposition concentrique de ces ceintures autour des « noyaux » continentaux traduit les cycles de Wilson,.
Parmi les anciens éléments de croûte continentale, on peut notamment distinguer :
- des cratons, structures ayant survécu aux cycles des fusions et séparations des continents et des supercontinents depuis au moins 500 millions d'années ;
- des terranes, structures détachées d'une plaque tectonique puis accrétées ou suturées à une plateforme continentale ou à un craton d'une autre plaque tectonique.

Au moment de la mise en place de cette tectonique des plaques, le manteau était beaucoup plus chaud qu'à présent. Une croûte océanique basaltique s'enfonçant montait très rapidement en température par rapport à sa montée en pression. De ce fait, la croûte océanique hydratée par l'eau des océans peut fondre à relativement faible profondeur, et participer à la formation de l'arc insulaire. Le magma produit par cette fusion partielle est une adakite et a la composition de la croûte continentale.
La croûte continentale s'est essentiellement constituée au cours de l'Archéen sous la forme de cortèges de tonalites, trondhjémites et granodiorites (TTG), des granitoïdes (quartz et feldspath, avec une faible proportion de feldspath potassique). Les TTG peuvent a priori s'être formées à partir d'une croûte océanique épaisse générée dans les dorsales médio-océaniques, ou à partir de plateaux océaniques dans des environnements intraplaques. En 2025, une étude de la composition isotopique et de la composition en éléments traces d'une série de TTG âgés de 3,45 à 2,85 Ga conclut que la source des TTG est une croûte océanique ayant subi une altération hydrothermale. L'altération hydrothermale étant omniprésente près des dorsales médio-océaniques mais minime sur les plateaux océaniques, la source des TTG archéens est sans doute une épaisse croûte océanique générée au niveau des dorsales. Le contexte géodynamique le plus plausible pour la formation de la croûte continentale précoce se situe donc aux marges des plaques convergentes, où une épaisse croûte océanique altérée par l'eau de mer serait subduite ou empilée, et partiellement fondue pour produire des TTG.

### Croissance actuelle
Avec le refroidissement progressif du manteau terrestre, la croûte océanique qui s'enfonce par subduction monte relativement moins vite en température par rapport à sa montée en pression, et ne peut alors fondre qu'à des profondeurs beaucoup plus grandes, après avoir évacué son eau entre-temps. C'est cette eau de déshydratation qui va pénétrer dans la croûte continentale, et celle-ci, entraînée par la subduction, va alors fondre en profondeur, faisant remonter du magma qui est cette fois ci d'origine continentale et non plus océanique.
La croissance de la croûte continentale se caractérise par le transfert de matériaux mantelliques juvéniles dans la croûte. Deux mécanismes sont généralement proposés : mode de croissance horizontale par des processus de subduction (production de magmatisme d’arc ou accrétion d’arcs insulaires) ; mode de croissance verticale par du magmatisme tardi à post-orogénique (sous placage de magma mantellique en réponse à une délamination de la lithosphère par rupture de panneau plongeant de la lithosphère océanique ; fusion intracrustale lié à l’extension lithosphérique ou à un panache).
Depuis le Paléoprotérozoïque et l’installation d’une tectonique des plaques moderne, le volume de croûte généré au niveau des zones de subduction est de 2.8 à 3 km3/an, alors que le taux de recyclage de la croûte continentale est estimé à 3,2 km3/an. Cette différence suggère que le volume actuel de croûte continentale a été atteint dès l’Archéen ou le début du Protérozoïque et que depuis, la production de croûte continentale a progressivement diminué au profit du recyclage de la croûte existante, lors de la formation des supercontinents.
« Le taux d'accrétion continentale, rapide au Précambrien, semble être quasi-nul depuis environ 400 Ma », ce qui suggère qu'« à partir de cette époque, l'érosion des masses continentales est équivalente à l'accrétion orogénique ».